# Vəlixanlı (Yardımli)
Vəlixanlı è un comune dell'Azerbaigian situato nel distretto di Yardımlı. Conta una popolazione di 562 abitanti.